# Manchester, John Rylands University Library, Ms. 98

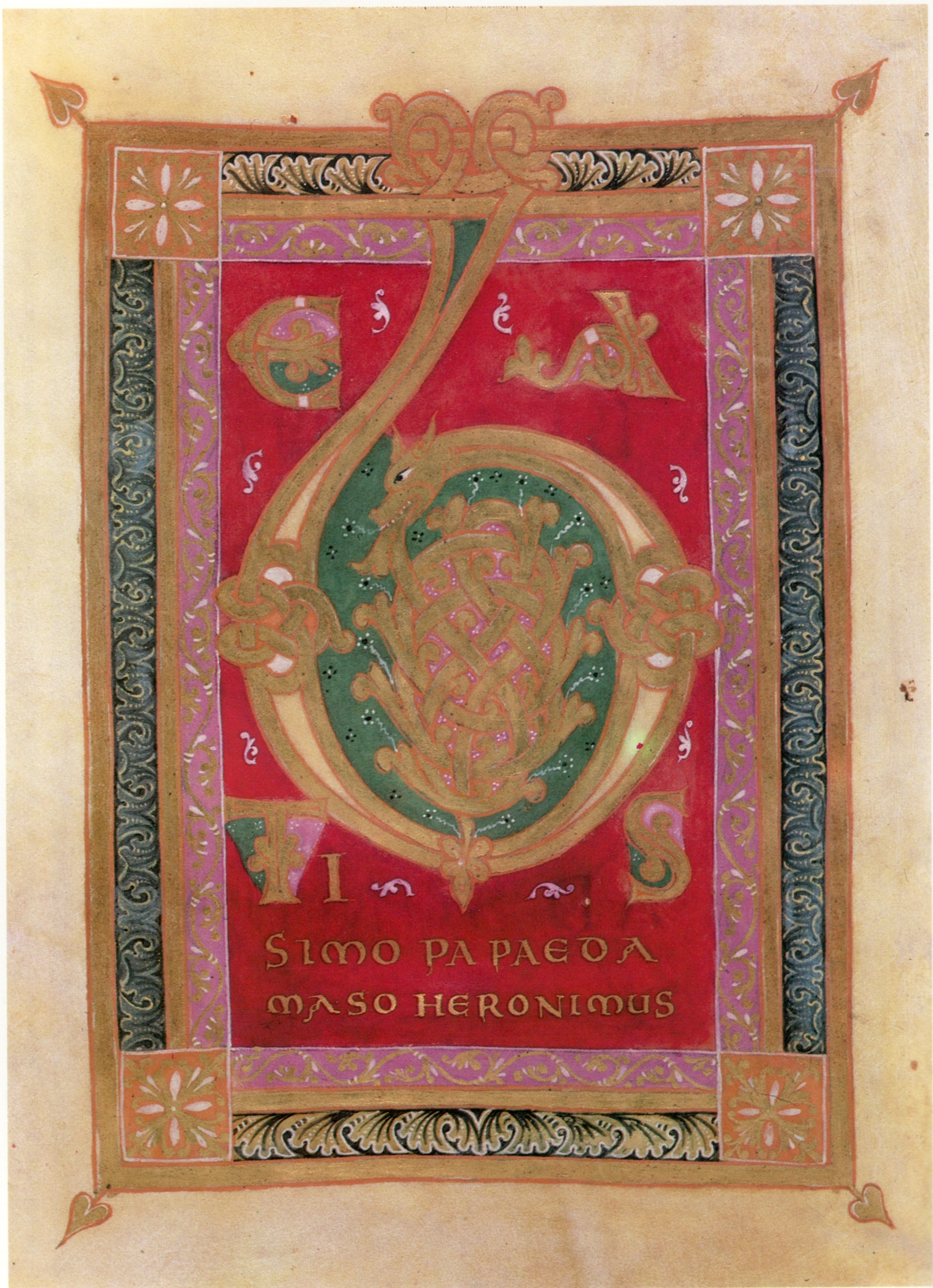
Folio 1v. des Evangeliars, Initial des Briefes Novum Opus des Hieronymus an Papst Damasus I.

Manchester, John Rylands University Library, Cod. 98 ist die Signatur einer mittelalterlichen Handschrift, die zu den wichtigsten ottonischen Bilderhandschriften zählt. Das dem Gregormeister zugeschriebene Werk beeinflusste zahlreiche Werke der Kölner Buchmalerschule.

## Die Handschrift
Die Handschrift misst 240 × 193 mm und hat 205 Blatt. Die Seiten sind mit 25 Zeilen in karolingischer Minuskel beschrieben. Der Einband ist aus dem 16. Jahrhundert und besteht aus zwei mit braunem Leder bezogenen Holzdeckeln. In die Handschrift sind zwei Briefe aus dem 19. Jahrhundert eingetragen. Einer ist von Horace de Viel-Castel an einen Bollandisten, der das Evangeliar dem italienischen Maler Johannes, der unter Otto III. den Aachener Dom ausmalte, zuwies, der andere des Bollandisten Victor de Buck an einen britischen Kunstsammler, dem er den Kodex 1855 für 6500 Francs zum Kauf anbot. Die Handschrift enthält drei Vorreden zu den Evangelien, Kanontafeln und die vier Evangelien. Der Buchschmuck ist unvollständig erhalten, es fehlen die Evangelistenbilder sowie vermutlich ein Stifterbild.

## Datierung und Provenienz

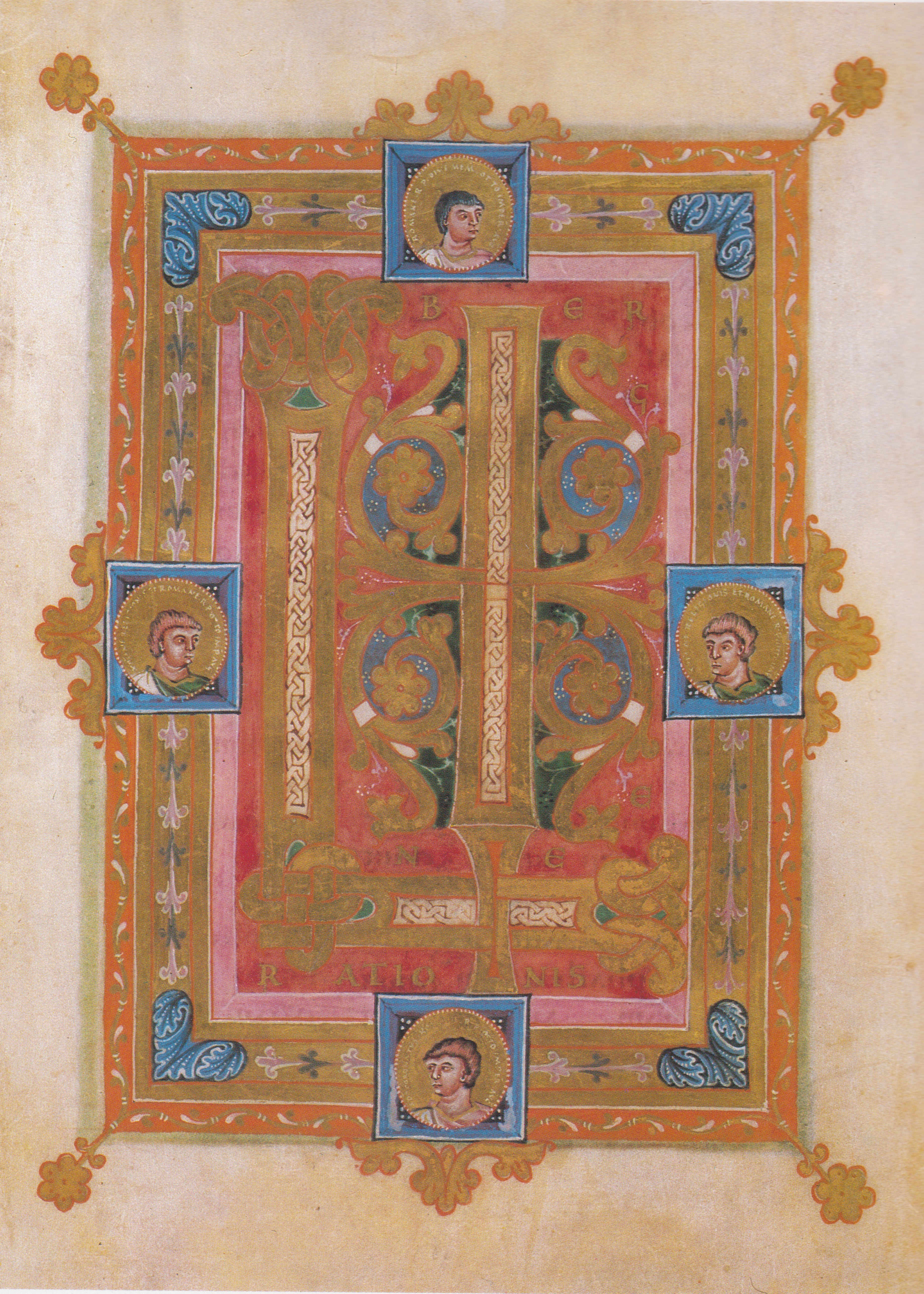
Folio 16r., Initialzierseite zum Matthäus-Evangelium

Seit Carl Nordenfalk gilt das Evangeliar als Werk des sogenannten Gregormeisters, der in Trier unter dem kunstsinnigen Erzbischof Egbert (t. 993) tätig war. Das Manchester-Evangeliar entstand allerdings nach Egberts Tod. Wichtigster Ansatz für die Datierung des Manchester-Evangeliars ist die Eingangsseite zum Matthäus-Evangelium, die im Aufbau der Eingangsseite des gleichen Evangeliums im Evangeliars der Sainte Chapelle entspricht, aber in den Personen in den Medaillons abweicht: In Manchester steht oben ROMANE. R. P. DIVI MEM OTTO IMPER. AVG, unten D. CORONATVS ROMANE R. P. OTTO IMPER. AVG., links PIANE RELIGIONIS ET ROMANE R. P. OTTO IMP. AVG und rechts XPIANE RELIGIONIS ET ROMANE. R. P. OTTO IMP. Der obere Kaiser ist eindeutig als verstorben gekennzeichnet, womit mit Sicherheit Otto I. gemeint ist. Der untere Kaiser, der zur Unterscheidung den Zusatz a deo coronatus erhalten hat, wäre dann Otto II., der Herrscher rechts und links wird als Otto III. angesehen, womit eine Entstehung der Handschrift zwischen seiner Kaiserkrönung 996 und seinem Tod 1002 anzunehmen ist. Dieses ist inzwischen unstrittig.
Das Evangeliar befand sich bereits im 11. Jahrhundert in Köln, wo sie mehrfach abgeschrieben wurde und ihr Bilderschmuck Kölner Buchmaler beeinflusste. Die ersten Einflüsse finden sich im Gundold-Evangeliar (Stuttgarter Landesbibliothek, Cod. Bibl. 4°2), das Evangeliar aus St. Gereon (Stuttgarter Landesbibliothek, Bibl. Fol. 21) gilt als besonders stark vom Manchester-Evangeliar beeinflusst, da in diesem Details von Initialen, Textzierseiten und Rahmendekorationen direkt übernommen wurden. Aufgrund dessen werden die Evangelistenbilder dieser Handschrift als Kopien der verlorenen Evangelistenbilder des Manchester-Evangeliars angesehen.
Aus dem Besitz eines Kölner Kanonikers gelangte die Handschrift in das Düsseldorfer Jesuitenkolleg, von dort in die Biblioteca Bollandista. Die John Rylands Library erwarb sie 1901 mit der Handschriftensammlung des James Lindsay, 26. Earl of Crawford.

## Kunsthistorische Einordnung
Bevor Carl Nordenfalk den Kodex dem sogenannten Gregormeister zuordnete, wurde er Arthur Haseloff folgend als Werk der Kölner Buchmalerschule angesehen. Abweichend davon beschrieb die John Rylands Library in ihrem 1921 veröffentlichten Katalog die Handschrift als italienisch. Da viele Details des Buchschmucks des Evangliars große Ähnlichkeit zu Details in Kölner Handschriften haben, stellte sich die Frage des Verhältnisses des Kodex zur Kölner Buchmalerschule. Hierbei war bedeutsam, dass nur wenige Kölner Handschriften exakt datierbar waren, während das Manchester-Evangeliar entweder vor 982, wie es teilweise angenommen wurde, oder zwischen 996 und 1002 entstanden war. Bloch-Schnitzler nahmen das Manchester-Evangeliar als Gründungswerk der Kölner Buchmalerschule an, weshalb sie die Kölner Buchmalerschule nach 996 beginnen ließen. Dieser starke Einfluss wird inzwischen relativiert. Der Hitda-Codex wird inzwischen auf um 970 datiert, das Evangeliar aus St. Gereon des Kölner Stadtarchivs, in dem eine Initialzierseite den gleichen Aufbau wie Fol. 16 des Manchester-Evangeliars zeigt, wird auf 991 bis 996 datiert. Ulrich Kuder nimmt daher an, dass nicht von einer einseitigen Wirkung des Gregormeisters auf die Kölner Buchmalerei auszugehen ist, sondern von einem Verhältnis gegenseitigen Austausches.